# Petrouchka (singolo)
Petrouchka è un singolo del rapper francese Soso Maness, pubblicato il 3 giugno 2021 come quarto estratto dal terzo album in studio Avec le temps.
Il brano vede la partecipazione del rapper francese PLK.

## Video musicale
Il video musicale, diretto da Airbiggie, è stato reso disponibile il 4 giugno 2021 attraverso il canale YouTube del rapper.

## Tracce
Testi e musiche di Sofien Hakim Manessour e Mathieu Claude Daniel Pruski.
Download digitale
1. Petrouchka (feat. PLK) – 3:09

Download digitale – remix
1. Petrouchka (feat. PLK & RAF Camora) (Remix) – 3:09

## Formazione
- Soso Maness – voce
- PLK – voce aggiuntiva
- Junior Alaprod – produzione
- Jérémy Henry – mastering
- Loko – missaggio, registrazione

## Classifiche

### Classifiche settimanali
| Classifica (2021) | Posizione massima |
| ----------------- | ----------------- |
| Austria           | 59                |
| Belgio (Vallonia) | 1                 |
| Francia           | 1                 |
| Svizzera          | 15                |

### Classifiche di fine anno
| Classifica (2021) | Posizione |
| ----------------- | --------- |
| Belgio (Vallonia) | 45        |
| Francia           | 2         |